# شهرستان یانجین (استان هنان)
شهرستان یانجین (به انگلیسی: Yanjin County) یک شهرستان در چین است که در شینشیانگ واقع شده‌است.